# Marin Šipić
Marin Šipić (Bad Soden am Taunus, 29. travnja 1996.) hrvatski je reprezentativni rukometaš.
S hrvatskom seniorskom reprezentacijom osvojio je zlato na Mediteranskim igrama u Tarragoni 2018.
Bio je član hrvatske reprezentacije koja je osvojila srebro na Europskom prvenstvu u Austriji, Norveškoj i Švedskoj 2020. i srebro na Svjetskom prvenstvu u Hrvatskoj, Danskoj i Norveškoj 2025.

## Zanimljivosti
- Četiri godine je igrao nogomet u Vranjicu s Nikolom Vlašićem, budućim hrvatskim nogometnim reprezentativcem.[4]